# Chrysodema costata
Chrysodema costata es una especie de escarabajo del género Chrysodema, familia Buprestidae. Fue descrita científicamente por Thomson en 1879.